# Liste der Einträge im National Register of Historic Places im Marion County (Tennessee)
Diese Liste der Einträge im National Register of Historic Places im Marion County (Tennessee) enthält alle im Marion County, Tennessee in das National Register of Historic Places eingetragenen Gebäude, Bauwerke, Objekte, Stätten oder historischen Distrikte.
Diese Liste entspricht dem Bearbeitungsstand des National Park Service/National Register of Historic Places vom 4. Oktober 2024.

## Legende
| NRHP | Historic Place             |
| HD   | National Historic District |

## Aktuelle Einträge
| [ 2 ] | Name                                                | Bild                                       | Eintragsdatum                                    | Lage | Ort                | Beschreibung |
| ----- | --------------------------------------------------- | ------------------------------------------ | ------------------------------------------------ | --- | ------------------ | ------------ |
| 1     | Big Hill Fire Lookout Tower                         |                                            | 28. Juni 2021 ID-Nr. 100006708                   | 1657 Lower Fire Tower Road 35° 9′ 29,2″ N, 85° 39′ 19,8″ W                                              | Sequatchie, Vorort |              |
| 2     | Christ Episcopal Church and Parish House            | weitere Bilder                             | 22. Aug. 1977 ID-Nr. 77001278                    | Corner of 3rd and Holly Sts. 35° 0′ 47,9″ N, 85° 42′ 25,9″ W                                            | South Pittsburg    |              |
| 3     | Ebenezer Cumberland Presbyterian Church             |                                            | 15. Juni 2020 ID-Nr. 100004698                   | 3040 Griffith Highway 35° 4′ 26,4″ N, 85° 33′ 36,7″ W                                                   | Jasper             |              |
| 4     | First National Bank of South Pittsburg              | First National Bank of South Pittsburg     | 24. Juni 1991 ID-Nr. 91000826                    | 204 W. 3rd St. 35° 0′ 47,2″ N, 85° 42′ 22″ W                                                            | South Pittsburg    |              |
| 5     | Hale’s Bar Dam Powerhouse                           | weitere Bilder                             | 25. Nov. 2008 ID-Nr. 08001111                    | 1265 Hale’s Bar Rd. 35° 2′ 48,1″ N, 85° 32′ 13,9″ W                                                     | Haletown           |              |
| 6     | Richard Hardy Memorial School                       | Richard Hardy Memorial School              | 30. Sep. 1982 ID-Nr. 82003990                    | 1620 Hamilton Avenue 34° 59′ 43,1″ N, 85° 43′ 14,2″ W                                                   | South Pittsburg    |              |
| 7     | Kelly’s Ferry Road and Cemetery                     |                                            | 15. Nov. 2006 ID-Nr. 06001037                    | U.S. Route 41 in Tennessee, in der Nähe der Kelly’s Ferry Church of God 35° 2′ 12,8″ N, 85° 25′ 32,9″ W | Guild              |              |
| 8     | Ketner’s Mill and Bridge                            | weitere Bilder                             | 23. Nov. 1977 ID-Nr. 77001279                    | östlich von Victoria an der Ketner Mill Rd. und am Sequatchie River 35° 8′ 19″ N, 85° 31′ 8″ W          | Victoria           |              |
| 9     | Marion Post No. 62                                  | Marion Post No. 62                         | 22. Nov. 2016 ID-Nr. 16000789                    | 300 Elm Avenue 35° 0′ 45″ N, 85° 42′ 22,7″ W                                                            | South Pittsburg    |              |
| 10    | McKendree Methodist Episcopal Church                | McKendree Methodist Episcopal Church       | 21. Nov. 1978 ID-Nr. 78002607                    | Betsy Pack Dr. 35° 4′ 40,1″ N, 85° 37′ 32,9″ W                                                          | Jasper             |              |
| 11    | McNabb Mines                                        |                                            | 26. März 2008 ID-Nr. 08000236                    | River Canyon Rd. zwischen Meile 438 und 439 am Tennessee River 35° 2′ 39,5″ N, 85° 28′ 0,5″ W           | Haletown           |              |
| 12    | Nickajack Hydroelectric Project                     | weitere Bilder                             | 14. Aug. 2017 ID-Nr. 100001472                   | 3490 TVA Road 35° 0′ 15,1″ N, 85° 37′ 9,8″ W                                                            | Haletown           |              |
| 13    | Primitive Baptist Church of Sweeten’s Cove          | Primitive Baptist Church of Sweeten’s Cove | 30. Juni 1983 ID-Nr. 83003050                    | Sweden Cove Road 35° 4′ 14,9″ N, 85° 46′ 48″ W                                                          | South Pittsburg    |              |
| 14    | Putnam-Cumberland Historic District of Richard City |                                            | 25. Juli 1991 ID-Nr. 91000898                    | 1805–1810 Cumberland und 1805–1812 Putnam Aves. 34° 59′ 40,9″ N, 85° 43′ 32,9″ W                        | South Pittsburg    |              |
| 15    | RyeMabee                                            | RyeMabee                                   | 22. Dez. 1997 ID-Nr. 97001565                    | 224 E. Main Street 35° 14′ 22,9″ N, 85° 49′ 46,9″ W                                                     | Monteagle          |              |
| 16    | South Pittsburg Historic District                   | South Pittsburg Historic District          | 25. Okt. 1990 ID-Nr. 01000730 90001573, 01000730 | zwischen der Elm und Walnut Aves., 2nd und 7th Sts., 700–804 Elm Avenue 35° 0′ 42,1″ N, 85° 42′ 37,1″ W | South Pittsburg    |              |
| 17    | Townsite Historic District of Richard City          |                                            | 25. Juli 1991 ID-Nr. 91000897                    | 402–512 Dixie, 102–106 Lee Hunt und 2207 Cumberland Aves. 34° 59′ 28″ N, 85° 43′ 41,2″ W                | South Pittsburg    |              |
| 18    | Whitwell Cumberland Presbyterian Church             |                                            | 26. Nov. 2018 ID-Nr. 100003156                   | 876 Main Street 35° 12′ 1,8″ N, 85° 31′ 12″ W                                                           | Whitwell           |              |

## Ehemalige Einträge
| [ 2 ] | Name                     | Bild           | Eintragsdatum                 | Lage                                                                        | Ort             | Beschreibung |
| ----- | ------------------------ | -------------- | ----------------------------- | --------------------------------------------------------------------------- | --------------- | ------------ |
| 1     | Cumberland Avenue Bridge |                | 28. Okt. 1991 ID-Nr. 91001584 | Cumberland Avenue über den Poplar Springs Branch Creek                      | South Pittsburg |              |
| 2     | Marion Memorial Bridge   | weitere Bilder | 6. Sep. 2007 ID-Nr. 07000930  | U.S. Route 41 in Tennessee, am Nickajack Lake 35° 1′ 39″ N, 85° 32′ 31,9″ W | Haletown        |              |